# Kőszárhegy
Kőszárhegy est un village et une commune du comitat de Fejér en Hongrie.
Le district de Polgárdi ayant été supprimé le 1er janvier 2015, la municipalité fait maintenant partie du district de Székesfehérvár.